# Filaminopatía ABD distal
La filaminopatía ABD distal, también conocida como miopatía distal con afectación de los músculos posteriores de la pierna y los anteriores de la mano, es una enfermedad de origen genético y transmisión hereditaria autosómica dominante, es un subtipo de la distrofia muscular distal. Se han descrito muy pocos casos a nivel mundial por lo que se incluye dentro de las enfermedades raras. Está causada por una mutación que afecta al gen FLNC situado en al cromosoma 7 humano, el cual codifica la proteína filamina C, esta sustancia desempeña un importante papel en la función de la musculatura estriada. Los síntomas de la afección comienzan a manifestarse a partir de los 30 años en forma de debilidad de los músculo anteriores de la mano y posteriores de la pierna, el curso es lentamente progresivo, raramente puede afectarse la contractibilidad del corazón.